# Andrzej Koźmiński
Andrzej Krzysztof Koźmiński (ur. 1 kwietnia 1941 w Warszawie) – polski ekonomista i nauczyciel akademicki, profesor nauk ekonomicznych, specjalizujący się w zakresie zarządzania. W latach 1993–2011 rektor Akademii Leona Koźmińskiego (ALK), noszącej imię jego ojca Leona Koźmińskiego. Członek korespondent Polskiej Akademii Nauk.

## Życiorys
Absolwent VI Liceum Ogólnokształcącego im. Tadeusza Reytana w Warszawie (1958). W 1963 ukończył studia ekonomiczne w Szkole Głównej Planowania i Statystyki, a w 1964 studia socjologiczne na Uniwersytecie Warszawskim. W SGPiS uzyskał w 1965 stopień naukowy doktora, zaś stopień doktora habilitowanego otrzymał w 1968 na Wydziale Socjologiczno-Ekonomicznym Uniwersytetu Łódzkiego. W 1976 uzyskał tytuł profesora nadzwyczajnego, a w 1983 został profesorem zwyczajnym. Od 1963 do 1973 pracował w SGPiS, początkowo jako asystent w Katedrze Ekonomii Politycznej, następnie od 1969 jako docent w Katedrze Teorii Organizacji. Od 1973 był wykładowcą na Wydziale Zarządzania Uniwersytetu Warszawskiego, początkowo jako docent, a od 1976 jako profesor i kierownik Zakładu Analiz Systemowych Instytutu Zarządzania. W latach 1981–1987 pełnił funkcję dziekana Wydziału Zarządzania UW. W latach 1986–1989 pełnił funkcję kierownika resortowego programu badawczego zatytułowanego „Instrumenty zarządzania w gospodarce narodowej”. Od lat 90. związany z Akademią Leona Koźmińskiego (do 2008 działającą jako Wyższa Szkoła Przedsiębiorczości i Zarządzania). Objął w niej stanowisko profesora zwyczajnego i kierownika Katedry Zarządzania. Przez osiemnaście lat pełnił funkcję rektora tej uczelni (do 2011), następnie został przewodniczącym rady powierniczej i prezydentem ALK.
Zasiadał w radzie nadzorczej BIG Banku Gdańskiego. Został również członkiem korespondentem Polskiej Akademii Nauk, a także członkiem Collegium Invisibile. Był stypendystą Programu Fulbrighta, wykładał m.in. na University of California oraz Washington University in St. Louis. W 2010 prezydent RP Lech Kaczyński powołał go na członka Narodowej Rady Rozwoju.

## Odznaczenia i wyróżnienia
- Krzyż Komandorski Orderu Odrodzenia Polski (2011)[7]
- Krzyż Oficerski Orderu Odrodzenia Polski (2000)[8]
- Krzyż Kawalerski Orderu Odrodzenia Polski[9]
- Order Palm Akademickich (2016)[1]
- Odznaka honorowa „Za zasługi dla bankowości Rzeczypospolitej Polskiej” (2014)[10]
- tytuł doktora honoris causa Uniwersytetu Szczecińskiego (2015)[11]
- tytuł doktora honoris causa ESCP Europe (2017)[12][1][13],
- tytuł doktora honoris causa Uniwersytetu Warszawskiego (2022)[14]
- tytuł doktora honoris causa Uniwersytetu Ekonomicznego w Krakowie (2024)[15]
- Nagroda Specjalna Lewiatana przyznana przez Konfederację Lewiatan (2015)[16]

## Wybrane publikacje
- Andrzej K. Koźmiński, Dyrektorzy współczesnych przedsiębiorstw kapitalistycznych, KiW, Warszawa 1966, s. 175.
- Andrzej K. Koźmiński, Handel a konsumenci, ZW CRS, Warszawa 1967, s. 239.
- Andrzej K. Koźmiński, Zarządzanie systemowe, PWE, Warszawa 1972, s. 179. (wyd. II 1975, wyd. czeskie 1974).
- Andrzej K. Koźmiński, Adam Sarapata, Socjologia handlu. Wybrane zagadnienia, PWE, Warszawa 1972, s. 422.
- Andrzej K. Koźmiński, Studia o zarządzaniu we współczesnym kapitalizmie, PWE, Warszawa 1975, s. 238.
- Andrzej K. Koźmiński (red.), Decyzje. Analiza systemowa organizacji, PWN, Warszawa 1975, s. 273.
- Andrzej K. Koźmiński, Zarządzanie. Analiza systemowa procesów i struktur, PWE, Warszawa 1974, s. 204. (II wydanie 1976).
- Andrzej K. Koźmiński, Analiza systemowa organizacji, PWE, Warszawa 1976, s. 416. (wyd. II 1979, wyd. węgierskie Budapeszt 1980).
- Andrzej K. Koźmiński, Technokraci i humaniści, Iskry, Warszawa 1977, s. 215.
- Andrzej K. Koźmiński, Andrzej M. Zawiślak, Pewność i gra. Wstęp do teorii zachowań organizacyjnych, PWE, Warszawa 1979, s. 127. (wyd. II 1982).
- Andrzej K. Koźmiński, Andrzej M. Zawiślak, O organizacji. Dwugłos względnie uporządkowany, PWE, Warszawa 1982, s. 127.
- Andrzej K. Koźmiński, Po wielkim szoku, PWE, Warszawa 1982, s. 135. (wyd. II 1983).
- Andrzej K. Koźmiński, Krzysztof Obłój (red.) Gry o innowacje – analiza przedsięwzięć technicznych, PWE, Warszawa 1983, s. 180.
- Andrzej K. Koźmiński (red.), Współczesne teorie organizacji, PWN, Warszawa 1983, s. 355.
- Andrzej K. Koźmiński (red.), Współczesne koncepcje zarządzania, PWN, Warszawa 1985, s. 405 (wyd.II 1987).
- Andrzej K. Koźmiński, Gospodarka w punkcie zwrotnym, PWE, Warszawa 1985, s. 92.
- Andrzej K. Koźmiński, Krzysztof Obłój, Zarys teorii równowagi organizacyjnej, PWE, Warszawa 1989, s. 404.
- Andrzej K. Kozminski, Donald P. Cushman (red.), Organizational Communication and Management. A Global Perspective, SUNY Press, Albany 1993, s. 234.
- Andrzej K. Koźmiński, Catching Up? Case Studies of Organizational and Management Change in the Ex-Socialist Block, SUNY Press, Albany 1993, s. 224.
- Krzysztof Obłój, Donald P. Cushman, Andrzej K. Koźmiński, Winning. Continuous Improvement in High Performance Organizations, SUNY Press, Albany 1995, s. 224.
- Andrzej K. Koźmiński, Zarządzanie tu i teraz, Wydawnictwo WSPiZ, Warszawa 1996, s. 52.
- Andrzej K. Koźmiński, Odrabianie zaległości. Zmiany organizacji i zarządzania w byłym bloku socjalistycznym, PWN, Warszawa 1998, s. 257.
- Andrzej K. Koźmiński, Zarządzanie międzynarodowe – konkurencja w klasie światowej, PWE, Warszawa 1999, s. 255.
- Andrzej K. Koźmiński, George S. Yip (red.) Strategies for Central and Eastern Europe, MacMillan Business, Londyn 2000, St. Martin’s Press, Nowy Jork 2000, s. 320.
- Andrzej K. Koźmiński, Włodzimierz. Piotrowski (red.), Zarządzanie – teoria i praktyka. Wyd. V zmienione, PWN, Warszawa 2000, s. 792.
- Andrzej K. Koźmiński, Piotr Sztompka, Rozmowa o wielkiej przemianie, Wydawnictwo WSPiZ, Warszawa 2004, s. 228.
- Andrzej K. Koźmiński Zarządzanie w warunkach niepewności. Podręcznik dla zaawansowanych, PWN, Warszawa 2004, s. 201.
- Mary Jo Hatch, Monika Kostera, Andrzej K. Koźmiński, The Three Faces of Leadership: Manager, Artist, Priest, Blackwell Publishing, Oksford 2005, s. 169.
- Andrzej K. Koźmiński, Koniec świata menedżerów?, Wydawnictwa Akademickie i Profesjonalne, Warszawa 2008, s. 230.
- Andrzej K. Koźmiński, Dariusz Jemielniak, Zarządzanie od podstaw. Podręcznik akademicki, Wydawnictwa Akademickie i Profesjonalne, Warszawa 2008, s. 493.
- Dariusz Jemielniak, Andrzej K. Koźmiński (red.), Zarządzanie wiedzą. Podręcznik akademicki, Wydawnictwa Akademickie i Profesjonalne, Warszawa 2008, s. 555.
- Andrzej K. Koźmiński, Ograniczone przywództwo. Studium empiryczne, Poltext, Warszawa 2013.